# Bathysalenia
Genre
Bathysalenia est un genre d'oursins, de la famille des Saleniidae. On le trouve exclusivement dans les abysses. 

## Description
Ce sont des oursins réguliers : le test (coquille) est plus ou moins globulaire, protégé par des radioles (piquants), l'ensemble étant marqué par une symétrie pentaradiaire reliant la bouche située au centre de la face orale (inférieure) à l'anus situé à l'apex aboral (pôle supérieur), quoique légèrement excentré dans cette famille, et protégé par une grosse plaque suranale. 
Le disque apical est large par rapport au test, à peine surélevé par-rapport à la couronne ; les plaques sont ornées de pustules. 
Le périprocte est large et excentrique, et plus large que la plaque suranale. 
Les plaques ambulacraires sont bigéminées au moins oralement. 
Le péristome est plus petit que le disque apical, avec des encoches buccales peu marquées.
Ce genre est apparu au Crétacé inférieur (Albien).

## Taxinomie
Selon World Register of Marine Species (19 mai 2015) :
- Bathysalenia cincta (A. Agassiz & H.L. Clark, 1907) -- Japon (170-520 m de profondeur).
- Bathysalenia goesiana (Lovén, 1874) -- Caraïbes (90-540 m)
- Bathysalenia phoinissa (A. Agassiz & H.L. Clark, 1908) -- Afrique du Sud (100 m)
- Bathysalenia scrippsae (Zullo & Allison in Zullo, Kaar, Durham & Allison, 1964) -- Chili
- Bathysalenia sculpta (Koehler, 1927) -- îles Andaman (110-135 m)
- Bathysalenia skylari Jagt, Jackson & van der Ham, 2014 † -- Texas
- Bathysalenia unicolor (Mortensen, 1934) -- Japon

L'Echinoid Directory y ajoute d'autres espèces fossiles : 
- Bathysalenia peroni (Cotteau, 1867) -- Albien, Tunisie
- Bathysalenia granulosa (Woodward, 1856) -- Turonien-Santonien, Europe
- Bathysalenia obnupta (Schluter, 1892) -- Campanien, Europe occidentale
- Bathysalenia garumnensis (Valette, 1905) -- Maastrichtien et Paléocène des Basses-Pyrénées
- Bathysalenia gallemii (Smith & Jeffery, 2000) -- Maastrichtien, Espagne

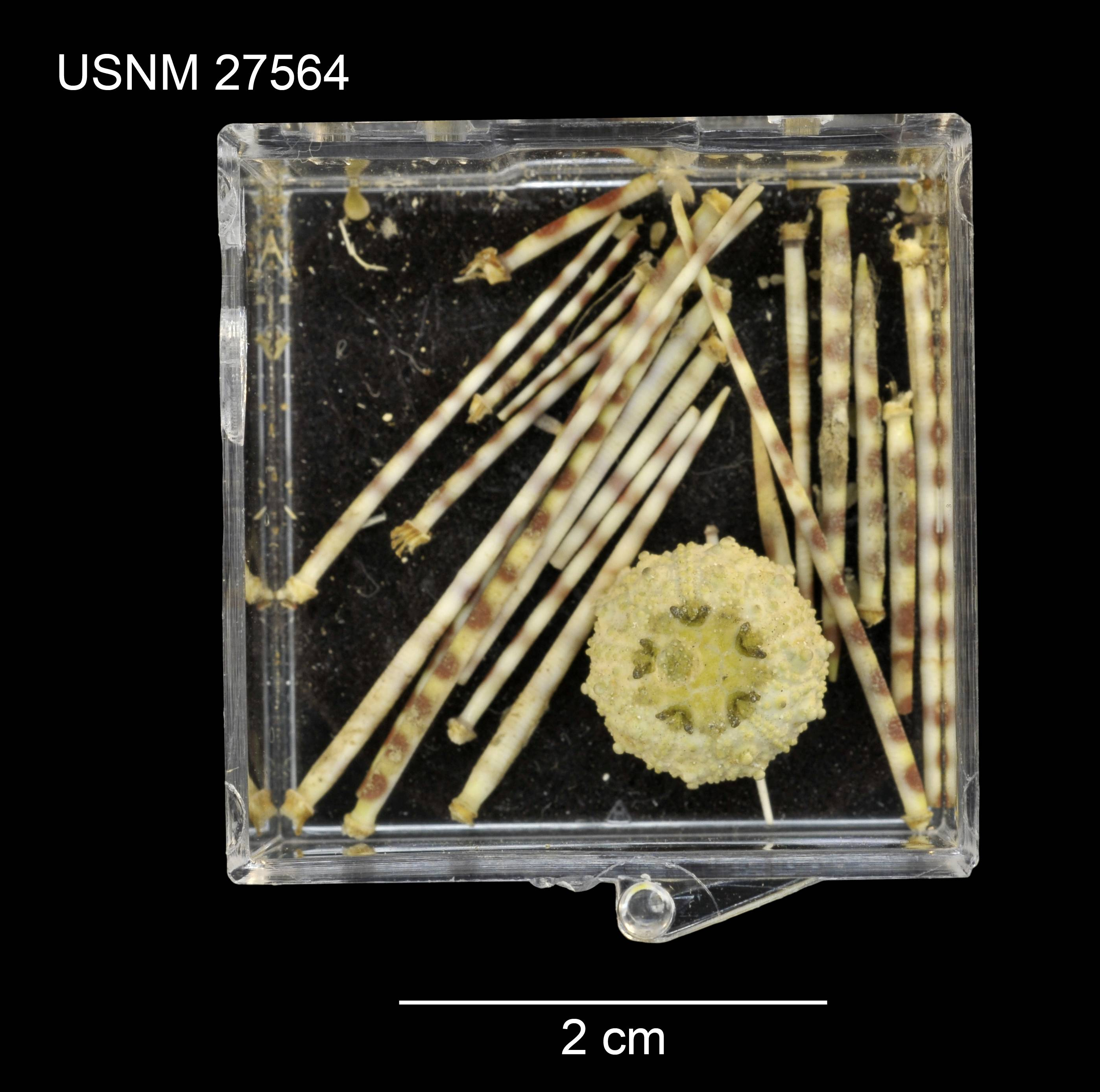
Bathysalenia cincta
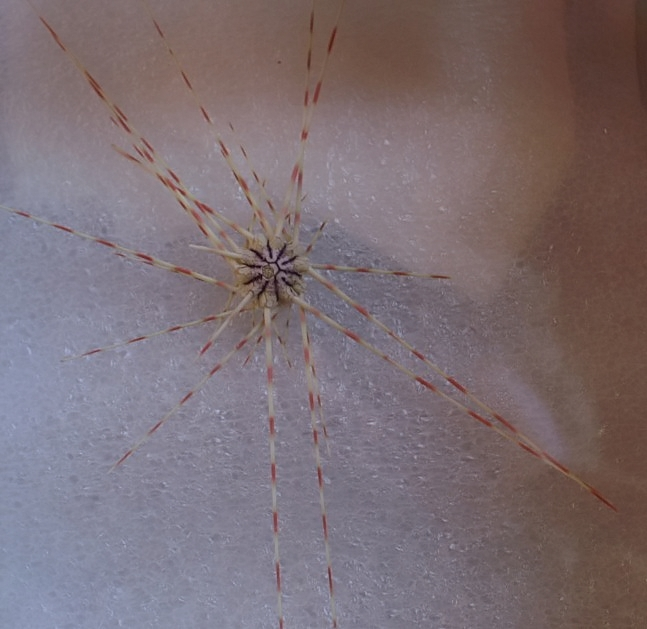
Bathysalenia goesiana
Bathysalenia unicolor